# Litoral
|  | Per a altres significats, vegeu «Litoral (revista)». |

El litoral és la part del mar, llac o riu que està pròxima a la costa. En ambients costaners la zona litoral s'estén des de la marca superior que fa l'aigua, que rarament s'inunda, fins a les zones costaneres que estan permanentment submergides. Es tracta d'un bioma. Sempre inclou la zona de marees, espai entre la màxima i mínima alçada de la marea, i sovint es fa servir per significar el mateix que la zona de marees però la "zona litoral" es pot estendre més enllà de la zona de marees.
No hi ha una definició simple, depèn de la legislació de cada país i dins del país dels diferents contexts (llacs i rius tenen la seva pròpia definició) i el concepte de zona litoral en el camp militar pot ser diferent del camp civil o científic. El moviment natural del litoral s'anomena deriva litoral. Des del punt de vista biològic la gran disponibilitat d'aigua permet una gran diversitat d'animals i plantes i la humitat addicional crea un microclima amb un tipus únic d'organismes.

## Litoral en llacs

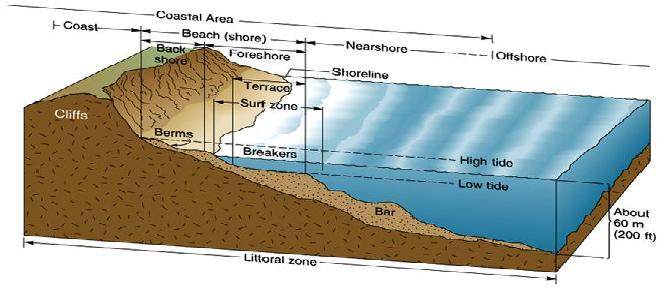
Zonació del litoral segons l'armada dels Estats Units

En els llacs les marees són negligibles i per això es fan servir altres definicions de litoral. Per exemple l'estat de Minnesota defineix el litoral com la part del llac que té fins a 5 metres (15 peus) de fondària. Aquesta zona hostatja la majoria de les plantes, ja que hi ha molta llum per la fotosíntesi.

## Oceanografia
En oceanografia i biologia marina, la idea de zona litoral s'estén aproximadament a la vora de la plataforma continental. En la línia de la costa convergeixen diversos factors rellevants des del punt de vista ecològic, cosa que determina el tipus de comunitats que s'estableixen. La disponibilitat intensitat i qualitat de la llum varia fortament amb la fondària per sota del nivell de la mar; mentre que per sobre de la zona mediolitoral la disponibilitat d'aigua resulta un factor clau. Hom sol fraccionar la zona litoral en diversos trams tenint en compte la disponibilitat d'aquests factors. Descendint des de terra ferma cap al fons del mar hi ha la:
- zona supralitoral comença en la regió on l'aigua de mar hi arriba per esquitxos o aerosols i que rarament està submergida.
- zona mediolitoral on hi ha el batiment de les onades, es tracta d'una zona amb espècies que toleren una certa emersió, zona contínuament mullada.
- zona infralitoral on l'aigua sempre cobreix i on l'onatge té encara una certa influència (fins a 20-30 de fondària)
- Zona circalitoral o zona nerítica, zona més profunda del litoral on la llum és prou escassa per permetre el creixement d'algunes algues i fanerògames marines, per bé que solen dominar els animals filtradors (p. ex.: gorgònies, ascidis). Pot arribar fins als 100 metres de fondària.